# 无人区 (电影)
《无人区》是一部宁浩导演的中国大陆电影，由徐峥、黄渤、余男和多布杰主演。2009年在新疆拍摄。中国大陆于2013年12月3日公映。由于涉及到暴力、凶杀等内容，电影受到中国大陆当局严格的审查，公映日期多次拖延。最终通过了当局的审查，电影经过适当修改后公映。本片入圍第64屆柏林电影节主竞赛单元。

## 剧情
整部影片所讲述的故事发生在中国西北一处方圆五百公里荒无人烟的戈壁。一名盗猎者在活捉一只国家保护动物阿拉泰隼后，被警察在公路上拘捕。野生隼在黑市上可以卖到上百万元。之后赶来的盗猎集团的同伙用吉普车把警车撞翻了，警察当场身亡。那名同伙叫他赶快逃，自己留下来扛罪。他请来一名小有名气的律师潘肖来为他在法庭上辩护。潘律师千里迢迢地来到他所在的偏远小镇，在法庭上，潘律师认为车祸发生是因为那名警察醉酒驾驶，并主张被告无罪。最终官司打赢了。但由于这名盗猎者说要在十天之后才能付清律师的聘请费，潘律师很不满，于是潘律师决定将这名盗猎者的红色轿车作为抵押。潘律师开着红色轿车离开这座偏远小镇，开始了他在戈壁高速公路上的漫长而又煎熬的旅行。在高速公路上行驶时，车子挡风玻璃被旁边一名大货车司机吐了一口痰，潘律师欲与其理论却被司机和其同伙殴打羞辱。当潘律师的车再次追上大货车时，律师的车却被货车副驾故意用酒瓶砸花。作为报复，律师将点着的打火机甩到了大货车装载的木柴上，木柴随即焚烧。
那名被无罪释放的盗猎者其实是盗猎团伙的老大，他其实是设计让潘律师把隼带出关卡。他让那名手下作为杀手，到高速公路上拦截律师，把他杀了。他站在路中间向前方开来的律师的轿车挥手示意，并假装车子抛锚了，企图让律师停车，然而，由于律师的挡风玻璃被砸花，视线受阻，杀手却被潘律师的车子撞倒在路边。潘律师随即下车查看情况，并将他拖到车子的后座上，开车寻找最近的无人区休息站，向人求助。
但潘律师万万没想到这个被他撞倒的男人就是最开始的那名盗猎者。途中律师发现后座的那个人已经死了，因此当他行驶到一个名叫“夜巴黎”的休息站时，并没有选择求助，而是去休息站加汽油。潘律师被“夜巴黎”的老板讹诈，被迫捆绑消费去看“节目”，并意外认识了想要逃走的卖淫女。她是被骗到这里强迫卖淫的，想随潘律师离开中国西北，返回内地，开始新的生活。无奈逃跑行动还没开始就被“夜巴黎”老板发现。加油后，律师开车来到野外想要将杀手焚尸来逃避责任，却没有打火机，无奈只好返回“夜巴黎”去买了打火机。当律师再次回到荒野，却发现卖淫女藏在车后箱，卖淫女发现律师车上有死人，以为律师是凶犯。慌乱中，死尸却意外苏醒，原来这名盗猎者并没被撞死。盗猎者用猎枪指着潘律师，而潘律师旁边坐着的卖淫女也被眼前的景象吓住了。
盗猎者开枪打伤了潘律师的腿，并要杀死律师和女子。关键时刻，之前被潘律师报复的两名大货车司机从前方追过来报仇，却被盗猎者用猎枪杀了一个，打伤了另一个。盗猎者强迫那名女子开车前往二道梁子。而那只被活捉的隼，至始至终都在盗猎者的包里。他想到二道梁子去把这只隼高价卖到黑市。但由于这名女子不谙驾驶，公路又被“夜巴黎”老板父子，洒满了钉子，车子撞到了路边的石头上。女子被“夜巴黎”的老板和他的儿子拽下了车。此时盗猎者用散弹枪挟住老板，却被老板的傻儿子用铁锤锤死。老板自己想将这只隼拖到黑市里卖了，于是留下了自己的儿子和妓女用马拖着破车回“夜巴黎”。
此时，盗猎团伙的老大，一直在一路寻找自己失去联系的手下。他发现了潘律师，并假装与律师合作，二人坐皮卡车通行。他们发现了“夜巴黎”的妓女和傻儿子，老大撞死了老板的傻儿子，然后报警要嫁祸律师，并想将潘律师闷在轿车内用车尾气的一氧化碳毒死，以死无对证。危急时刻，女子将手中的打火机藏在排气孔内，这样燃尽了一氧化碳，救了律师。老大带着那名女子开着皮卡车，前往二道梁子。
没被毒死的潘律师在第二天黎明醒来，并被一名赶来的警察当做嫌犯抓了起来。但潘律师趁警察不注意拉起了紧急制动使警车侧翻，然后带上警车的GPS返回原地，骑马前往二道梁子，去拯救那名女子。“夜巴黎”的老板也带着隼来到二道梁子准备交易，却被盗猎团伙老大杀死。老大与两名黑市商人决定先清理现场再交易，准备将女子与死尸一起活埋。潘律师此时现身，阻止了他们杀人灭口的行为，也试着离间他们，使两名黑市商人相信团伙老大跟警察有联系。老大被逼将两名商人枪杀，并追杀律师和女子。律师中弹负伤，倒在一个火炉旁，老大欲撞死律师。此时，受伤的货车司机突然驾车现身，撞翻了老大的车。众人如释重负，不料老大并没死，并挣扎着枪杀了货车司机。老大起身想要杀死女子，而律师从老大的钱包中抓出一把把钞票扔进火炉，迫使老大放弃对女子的步步紧逼。最终，律师毫无气力地被团伙老大拽进了载有油桶的卡车，被逼在车子里看女子被卡车追赶的样子。团伙老大狂妄的嘲笑潘律师，讥笑他的英雄行为全都是徒劳的。潘律师此时再次点燃打火机将后面的油桶引爆，两人葬身火海，女子哭着脱离了危险。
女子死里逃生后被警方送回了中国大陆，供职于幼儿舞蹈房，向一名女教师讲述了她的经历，以及这一系列的事情如何改变了她。最终，这名女教师同意让她担任舞蹈房的助理。

## 角色
| 演员   | 角色         | 简介                          |
| ------ | ------------ | ----------------------------- |
| 徐 峥  | 潘 肖        | 律师 打赢官司返京路上遭到追杀 |
| 黄 渤  | 杀手         | 盗猎者成员老二                |
| 多布杰 | 盗猎者       | 贩鹰集团老大                  |
| 余 男  | 嬌嬌舞女     | 被贩卖到无人区的弱女子        |
| 杨新鸣 | 加油站老板   |                               |
| 郭 虹  | 加油站老板娘 |                               |
| 王双宝 | 司机         | 运汽油的卡车司机              |
| 巴 多  | 司机         | 运汽油的卡车司机              |
| 王 佩  | 哑巴         | 加油站老板的儿子              |
| 赵 虎  | 王警官       |                               |
| 陶 虹  | 舞蹈老师     | 客串                          |
| 宁 浩  | 洗车工人     | 客串                          |

## 制作
2009年4月左右在新疆开机拍摄，6月完成全部前期拍摄。

## 上映及票房
最初原定于2009年贺岁档上映，但之后导演宁浩称电影需要补拍结尾部分，并且拍了两个不同版本的结局，所以电影无法在2009年贺岁档期间上映。 
2010年有报道称《无人区》因故三度推迟放映时间，在审查环节出现问题。导演则否认影片被禁。
4年中，《无人区》经历了6次撤档；曾多次传出电影已经通过中国电影审查委员会的审查，并且将上映的消息，甚至有部分电影院线的排片表上出现了《无人区》的名字，但最后都不了了之。2013年10月中旬中影集团最终确定于12月3日公映。
《无人区》首天排片32%，作为半价日，首日票房达到了2400万。本片在中国大陆的首周六天票房为1.4亿夺該周票房冠軍，为2013年第11部夺取周冠军头衔的国产片，也是宁浩的首个周冠军。宁浩的上一部作品是2012年4月公映的《黄金大劫案》，该片首周票房6600万，还不到《无人区》的一半。第二周在面临《四大名捕2》、《扫毒》、《风暴》等国产片，仍表现始终坚挺，并在上映第二周的周末迎来票房的小高峰，周六周日进账超过3300万；《无人区》公映13天共擒下2.25亿；第三周位列第三拿下2900万，《无人区》公映三周票房累计2.54亿，为宁浩首部过2亿的影片，创造其个人票房新高。

## 评价
影评人“3pinky”认为：“公映版的《无人区》和四年前基本一模一样，几乎看不出折衷或被迫上纲上线造成的硬伤。其实在2009年第一场小型放映后，许多人脑子里蹦出来的词是科恩兄弟，那时离《老无所依》拿奥斯卡最佳影片有一年多。所谓“无人区”，不是没有人，而是不存在道德层面的人。这种基础推导出几个有趣的人物：文明的人、野蛮的人、被野蛮人绑架的文明人，所谓兽性与人性的斗争撑满了一部戏的时间，至于血腥暴力的细节都是斗争必然形成的局面。《无人区》在镜头上舍得慢，除了徐峥，其他人物对白极少，都是在描述一种荒凉和恐怖，律师潘肖在无人区里像鬼打墙一样兜兜转转，几个人物的命运交错也暗合因果报应。相比起音乐、镜头这些风格的外化手段，《无人区》对故事的雕琢才是更值得赞赏。公映版最大的变动只是头尾加入了对这场兽性与人性殊死搏斗的结论，两个猴子的故事把故事更寓言化，结尾得救的舞女成功回归文明社会，这是“潘肖”自我牺牲的结果，给人类许多动机不明的善举提供一种答案，尽管是为了过审重拍，它处理得还算动人。”
本片被搜狐评为2013下半年十大华语佳片第六名。

## 奖项及提名
| 獎項       | 名字 | 結果 |
| ---------- | ---- | ---- |
| 最佳女配角 | 郭虹 | 提名 |

| 獎項         | 名字       | 結果 |
| ------------ | ---------- | ---- |
| 最佳電影     | 《无人区》 | 提名 |
| 最佳男配角   | 黄渤       | 獲獎 |
| 最佳美術指導 | 郝藝       | 提名 |
| 最佳剪接     | 杜媛       | 提名 |

| 獎項       | 名字       | 結果 |
| ---------- | ---------- | ---- |
| 年度女演员 | 余男       | 提名 |
| 年度男演员 | 黄渤       | 提名 |
| 年度男演员 | 徐峥       | 獲獎 |
| 年度影片   | 《无人区》 | 提名 |
| 年度导演   | 宁浩       | 提名 |

| 獎項                 | 名字       | 結果 |
| -------------------- | ---------- | ---- |
| 最受青年瞩目华语影片 | 《无人区》 | 獲獎 |

| 獎項     | 名字 | 結果 |
| -------- | ---- | ---- |
| 最佳导演 | 宁浩 | 獲獎 |

| 獎項               | 名字                   | 結果 |
| ------------------ | ---------------------- | ---- |
| 最佳攝影           | 杜杰                   | 提名 |
| 最佳美術設計       | 郝藝                   | 提名 |
| 最佳造型設計       | 郝藝                   | 提名 |
| 最佳電影原創音樂獎 | 王宗賢、董冬冬、姜勇軍 | 提名 |
| 最佳剪輯           | 杜媛                   | 提名 |

| 獎項                 | 名字       | 結果 |
| -------------------- | ---------- | ---- |
| 最佳男配角           | 多布杰     | 提名 |
| 百家传媒年度致敬电影 | 《无人区》 | 獲獎 |